# Riserva naturale Garzaia di Pomponesco
La riserva naturale Garzaia di Pomponesco è un'area naturale protetta situata nell'alveo del fiume Po, nel territorio del comune di Pomponesco, in provincia di Mantova. 
A km 6 a destra del centro abitato, viene segnalata la riserva regionale naturale lombarda detta "Garzaia di Pomponesco". Istituita nel 1998, ha una superficie di 23 ettari ed è costituita da terreni alluvionali del fiume Po, sui quali si è sviluppata una fitta vegetazione di salice bianco (Salix alba), ove si è insediata una colonia di alcune centinaia di coppie, esattamente 780 nidi, di nitticore (Nycticorax nycticorax) e di garzette (Egretta garzetta). Fra le altre specie si segnala: cavaliere d'Italia (Himantopus himantopus), pettegola (Tringa totanus) e pantana (Tringa nebularia).
È questa inoltre una zona di nidificazione di gufi; poco più avanti c'è il "porto di Pomponesco" con numerosi tipici casotti sul fiume. L'argine continua qui a ridosso del fiume con un'ampia visuale che va da Boretto, sulla sponda destra, al ponte di Guastalla; in tempi di bassa portata molte sono le spiagge di sabbia fine, un tempo usate nel ventennio Fascista  per le colonie estive dai bambini rivieraschi.